# Apparato protonefridiale
L'apparato protonefridiale è un sistema di organi escretori necessario per l'eliminazione dei cataboliti, le sostanze di rifiuto prodotte dall'attività metabolica delle cellule, il cui accumulo porterebbe alla morte per intossicazione dell'organismo.
L'apparato ha anche una funzione osmoregolatrice, cioè regola la concentrazione dei liquidi interni e dei sali in essi disciolti.
È costituito da un sistema di tubuli cavi, detti protonefridi, che collegano i reparti interni dell'animale con l'esterno.
Il sistema è munito di particolari cellule flagellate, dette cellule a fiamma, le quali, mediante vibrazioni dei flagelli, creano una corrente di risucchio che aspira i liquidi e le sostanze di rifiuto dagli spazi intercellulari e li convoglia attraverso i protonefridi all'esterno, tramite particolari pori di uscita, detti nefridiopori.
L'apparato protonefridiale è tipico degli organismi acelomati (Platelminti, Gnatostomulidi e Nemertini) e pseudocelomati (ad esempio i Rotiferi) ma lo si trova anche nelle larve dei molluschi e in alcuni cordati invertebrati.
Altro tipo di sistema escretore/osmoregolatore è l'apparato metanefridiale.